# Prestigio Bicisport
Il Prestigio Bicisport è un premio ciclistico assegnato annualmente dalla rivista Bicisport dal 1988.

## Storia
Il premio individuale, nato nel 1988, viene assegnato al miglior corridore stagionale italiano under 23 stagionale che totalizza il maggior numero di punti in un calendario di corse selezionato dalla rivista stessa. Esiste anche un premio a squadre, assegnato alla miglior squadra italiana nelle stesse corse del premio individuale.

## Albo d'oro individuale[2]
| Anno | Vincitore            | Secondo                    | Terzo                      |
| ---- | -------------------- | -------------------------- | -------------------------- |
| 1988 | Sergio Carcano       | Giovanni Fidanza           | Roberto Pelliconi          |
| 1989 | Stefano Cortinovis   | Gianluca Bortolami         | Stefano Cattai             |
| 1990 | Ivan Gotti           | Dario Nicoletti            | Wladimir Belli             |
| 1991 | Davide Rebellin      | Wladimir Belli             | Francesco Casagrande       |
| 1992 | Fabio Casartelli     | Davide Rebellin            | Alessandro Bertolini       |
| 1993 | Alessandro Bertolini | Gilberto Simoni            | Roberto Menegotto          |
| 1994 | Ruggero Borghi       | Rudy Mosole                | Roberto Pistore            |
| 1995 | Daniele Sgnaolin     | Paolo Valoti               | Sergio Previtali           |
| 1996 | Roberto Sgambelluri  | Giuliano Figueras          | Gianluca Sironi            |
| 1997 | Fabio Malberti       | Oscar Mason                | Salvatore Commesso         |
| 1998 | Denis Lunghi         | Gianluca Tonetti           | Rinaldo Nocentini          |
| 1999 | Leonardo Giordani    | Luca Paolini               | Fabio Bulgarelli           |
| 2000 | Graziano Gasparre    | Franco Pellizotti          | Raffaele Ferrara           |
| 2001 | Giampaolo Caruso     | Alberto Loddo              | Michele Scarponi           |
| 2002 | Daniele Pietropolli  | Antonio Quadranti          | Antonio Bucciero           |
| 2003 | Emanuele Sella       | Giovanni Visconti          | Massimo Iannetti           |
| 2004 | Domenico Pozzovivo   | Vincenzo Nibali            | Giovanni Visconti          |
| 2005 | Luigi Sestilli       | Tiziano Dall'Antonia       | Riccardo Riccò             |
| 2006 | Francesco Gavazzi    | Dario Cataldo              | Marco Bandiera             |
| 2007 | Mauro Finetto        | Simone Ponzi               | Simone Stortoni            |
| 2008 | Adriano Malori       | Sacha Modolo               | Enrico Zen                 |
| 2009 | Gianluca Brambilla   | Alfredo Balloni            | Adriano Malori             |
| 2010 | Enrico Battaglin     | Stefano Locatelli          | Francesco Manuel Bongiorno |
| 2011 | Fabio Aru            | Enrico Battaglin           | Mattia Cattaneo            |
| 2012 | Davide Villella      | Francesco Manuel Bongiorno | Enrico Barbin              |
| 2013 | Davide Villella      | Davide Formolo             | Alessio Taliani            |
| 2014 | Gianni Moscon        | Iuri Filosi                | Simone Andreetta           |
| 2015 | Giulio Ciccone       | Gianni Moscon              | Simone Velasco             |
| 2016 | Vincenzo Albanese    | Edward Ravasi              | Nicola Bagioli             |
| 2017 | Nicola Conci         | Giovanni Carboni           | Matteo Fabbro              |
| 2018 | Christian Scaroni    | Andrea Bagioli             | Alessandro Fedeli          |
| 2019 | Giovanni Aleotti     | Andrea Bagioli             | Filippo Zana               |
| 2020 | Kevin Colleoni       | Luca Colnaghi              | Giovanni Aleotti           |
| 2021 | Filippo Baroncini    | Mattia Petrucci            | Luca Colnaghi              |
| 2022 | Nicolò Buratti       | Federico Guzzo             | Francesco Busatto          |
| 2023 | Francesco Galimberti | Davide Persico             | Luca Cretti                |
| 2024 | Edoardo Zamperini    | Ludovico Crescioli         | Florian Kajamini           |

## Albo d'oro squadre[2]
| Anno | Vincitrice                          | Seconda                             | Terza                                 |
| ---- | ----------------------------------- | ----------------------------------- | ------------------------------------- |
| 1988 | G.S. Remac-Bresciaplast-Verynet     | G.S. Gloria-Caffè Cuoril Piacenza   | U.S. Serravalle-Mobiexport            |
| 1989 | G.S. Bresciaplast-Remac-Verynet     | Verynet Remac                       | Cuoril Casano                         |
| 1990 | Diana-Colnago                       | MG Boys Maglificio                  | G.S. Mecair Aria Compressa            |
| 1991 | G.S. Domus 87                       | MG Boys Maglificio                  | G.S. Caneva-Record Cucine             |
| 1992 | G.S. Domus 87-Plant Group           | GB-MG Boys Maglificio               | Zalf-Euromobil-Fior                   |
| 1993 | Zalf-Euromobil-Fior                 | G.S. Domus 87                       | Cosmos-C.I.O.S.-Fir                   |
| 1994 | Cosmos Medeghini-Mercatone Uno      | G.S. Eco Idrojet H2O Meolo          | G.S. Brunero-Bongioanni-Boeris        |
| 1995 | Vini Caldirola                      | Zalf-Euromobil-Fior                 | G.S. Eco Idrojet H2O Meolo            |
| 1996 | Zalf-Euromobil-Fior                 | Vini Caldirola-Banco Desio-Ecoclear | G.S. Casini Saeco-Vigorplant-Vellutex |
| 1997 | San Pellegrino - Bottoli            | V.C. Sintofarm-Tolotti              | G.S. Giusti-Vellutex-Vigorplant       |
| 1998 | Team Colpack                        | G.S. Sintofarm-Vigorplant           | G.S. Vellutex-Colnago                 |
| 1999 | L'Edile-Rosa Carni-Ok Baby          | G.S. Sintofarm-Vigorplant           | G.S. Casini-Vellutex                  |
| 2000 | San Pellegrino-Bottoli-Artoni       | U.C. Trevigiani-Mapei               | G.S. Zoccorinese-Vellutex             |
| 2001 | U.S. Palazzago-Zoccorinese-Vellutex | Zalf-Euromobil-Fior                 | San Pellegrino-Bottoli-Artoni         |
| 2002 | Zalf-Euromobil-Fior                 | G.S. Marchiol-Hit Casino            | Sintofarm-Feralpi                     |
| 2003 | Zalf Désirée Fior                   | S.C. Ceramiche Pagnoncelli          | G.S. Bottoli-Artoni                   |
| 2004 | Zalf Désirée Fior                   | Palazzago-ABI Isolanti              | S.C. Ceramiche Pagnoncelli            |
| 2005 | Zalf Désirée Fior                   | Palazzago-ABI Isolanti              | G.S. Grassi-Marco Pantani             |
| 2006 | Zalf Désirée Fior                   | Unidelta-Gls                        | Filmop Sorelle Raimonda               |
| 2007 | Filmop Sorelle Raimonda             | Zalf Désirée Fior                   | Neri Lucchini-Finauto                 |
| 2008 | Zalf Désirée Fior                   | Filmop Sorelle Raimonda             | Lucchini Neri-Nuova Comauto           |
| 2009 | Zalf Désirée Fior                   | Bottoli Nordelettrica Ramonda       | Neri Sottoli-Nuova Comauto            |
| 2010 | Zalf Désirée Fior                   | U.C. Trevigiani-Dynamon-Bottoli     | De Nardi-Colpack-Bergamasca           |
| 2011 | Zalf Désirée Fior                   | U.C. Trevigiani-Dynamon-Bottoli     | Team Hopplà-Truck-Wega                |
| 2012 | Team Colpack                        | U.C. Trevigiani-Dynamon-Bottoli     | Simaf-Vega Truck                      |
| 2013 | Team Colpack                        | Zalf Euromobil Désirée Fior         | U.C. Trevigiani                       |
| 2014 | Zalf Euromobil Désirée Fior         | Team Colpack                        | Team Pala Fenice                      |
| 2015 | Team Colpack                        | Zalf Euromobil Désirée Fior         | Unieuro-Wilier-Trevigiani             |
| 2016 | Team Colpack                        | Zalf Euromobil Désirée Fior         | Hopplà-Petroli Firenze                |
| 2017 | Team Colpack                        | Hopplà-Petroli Firenze              | Zalf Euromobil Désirée Fior           |
| 2018 | Team Colpack                        | Zalf Euromobil Désirée Fior         | Petroli Firenze-Hopplà-Maserati       |
| 2019 | Team Colpack                        | Zalf Euromobil Désirée Fior         | Dimension Data for Qhubeka            |
| 2020 | Zalf Euromobil Désirée Fior         | Cycling Team Friuli                 | General Store-Essegibi-F.lli Curia    |
| 2021 | Team Colpack Ballan                 | Zalf Euromobil Fior                 | Team Qhubeka                          |
| 2022 | Zalf Euromobil Fior                 | Cycling Team Friuli                 | Team Colpack Ballan                   |
| 2023 | Team Colpack Ballan                 | Zalf Euromobil Fior                 | Biesse-Carrera                        |
| 2024 | Team MBH Bank Colpack Ballan        | Biesse-Carrera                      | General Store-Essegibi-F.lli Curia    |